# Campeonato Europeu de Natação em Piscina Curta
O Campeonato Europeu de Natação em Piscina Curta (também chamado informalmente de "Short Course Europeans" ou "European 25m Championships") é realizado a cada dois anos e são organizados pela LEN, o órgão de gestão da natação na Europa. Foi realizado pela primeira vez em 1991 com o nome de Campeonato Europeu de Natação de Velocidade. O evento era anual até 2013, sendo realizado bienalmente em anos ímpares desde então.
Nas edições de 1991 até 1994 o evento era realizado com o nome de "Campeonato Europeu de Natação de Velocidade", passando ara o nome atual a partir da edição de 1996. 
É usada a piscina de 25 m, chamada de "piscina curta".

## Edições
Campeonato Europeu de Natação de Velocidade
| Ano  | Edição | Local         | Data                |
| ---- | ------ | ------------- | ------------------- |
| 1991 | 1º     | Gelsenkirchen | 6 - 8 de dezembro   |
| 1992 | 2º     | Espoo         | 21 - 22 de dezembro |
| 1993 | 3º     | Gateshead     | 11 - 13 de novembro |
| 1994 | 4º     | Stavanger     | 3 - 4 de dezembro   |

Campeonato Europeu de Natação em Piscina Curta
| Ano  | Edição | Local      | Data                |
| ---- | ------ | ---------- | ------------------- |
| 1996 | 1º     | Rostock    | 13 - 15 de dezembro |
| 1998 | 2º     | Sheffield  | 11 - 13 de dezembro |
| 1999 | 3º     | Lisboa     | 9 - 12 de dezembro  |
| 2000 | 4º     | Valência   | 14 - 17 de dezembro |
| 2001 | 5º     | Antuérpia  | 13 - 16 de dezembro |
| 2002 | 6º     | Riesa      | 12 - 15 de dezembro |
| 2003 | 7º     | Dublin     | 11 - 14 de dezembro |
| 2004 | 8º     | Viena      | 9 - 12 de dezembro  |
| 2005 | 9º     | Trieste    | 8 - 11 de dezembro  |
| 2006 | 10º    | Helsínquia | 7 - 10 de dezembro  |
| 2007 | 11º    | Debrecen   | 13 - 16 de dezembro |

| Ano  | Edição | Local     | Data                |
| ---- | ------ | --------- | ------------------- |
| 2008 | 12º    | Rijeka    | 11 - 14 de dezembro |
| 2009 | 13º    | Istambul  | 10 - 13 de dezembro |
| 2010 | 14º    | Eindhoven | 25 - 28 de novembro |
| 2011 | 15º    | Estetino  | 8 - 11 de dezembro  |
| 2012 | 16º    | Chartres  | 22 - 25 de novembro |
| 2013 | 17º    | Herning   | 12 - 15 de novembro |
| 2015 | 18º    | Netanya   | 2 - 6 de dezembro   |
| 2017 | 19º    | Copenhaga | 13 - 17 de dezembro |
| 2019 | 20º    | Glasgow   | 4 - 8 de dezembro   |
| 2021 | 21º    | Cazã      | 2 - 7 de novembro   |

## Quadro de medalhas geral
O quadro gera de medalhas consta da edição de 1991 até 2019. 
| Posição | País                        | Ouro | Prata | Bronze | Total |
| 1       | Alemanha                    | 141  | 136   | 111    | 388   |
| 2       | Rússia                      | 89   | 76    | 78     | 243   |
| 3       | Suécia                      | 77   | 65    | 43     | 185   |
| 4       | Países Baixos               | 76   | 47    | 46     | 169   |
| 5       | Itália                      | 68   | 68    | 75     | 211   |
| 6       | Hungria                     | 65   | 39    | 30     | 134   |
| 7       | França                      | 49   | 44    | 46     | 139   |
| 8       | Reino Unido                 | 44   | 71    | 82     | 197   |
| 9       | Ucrânia                     | 39   | 32    | 28     | 99    |
| 10      | Polónia                     | 33   | 29    | 25     | 87    |
| 11      | Dinamarca                   | 21   | 38    | 36     | 95    |
| 12      | Espanha                     | 20   | 25    | 25     | 70    |
| 13      | Eslováquia                  | 19   | 7     | 7      | 33    |
| 14      | Eslovênia                   | 18   | 17    | 22     | 57    |
| 15      | Finlândia                   | 15   | 13    | 17     | 45    |
| 16      | Croácia                     | 12   | 15    | 12     | 39    |
| 17      | Áustria                     | 11   | 16    | 13     | 40    |
| 18      | Chéquia                     | 11   | 14    | 19     | 44    |
| 19      | Lituânia                    | 7    | 8     | 8      | 23    |
| 20      | Sérvia/ Sérvia e Montenegro | 6    | 4     | 4      | 14    |
| 21      | Islândia                    | 6    | 2     | 4      | 12    |
| 22      | Bielorrússia                | 5    | 9     | 23     | 37    |
| 23      | Suíça                       | 4    | 7     | 8      | 19    |
| 24      | Noruega                     | 3    | 9     | 16     | 28    |
| 25      | Bélgica                     | 3    | 7     | 8      | 18    |
| 26      | União Soviética             | 3    | 2     | 2      | 7     |
| 27      | Grécia                      | 2    | 3     | 8      | 13    |
| 28      | Bulgária                    | 1    | 0     | 3      | 4     |
| 29      | Estónia                     | 0    | 6     | 6      | 12    |
| 30      | Israel                      | 0    | 5     | 11     | 16    |
| 31      | Roménia                     | 0    | 3     | 7      | 10    |
| 32      | Turquia                     | 0    | 2     | 3      | 5     |
| 33      | Irlanda                     | 0    | 1     | 8      | 9     |
| 34      | Portugal                    | 0    | 1     | 3      | 4     |
| 35      | Ilhas Feroé                 | 0    | 1     | 0      | 1     |
| 36      | Liechtenstein               | 0    | 0     | 1      | 1     |
|         | Total                       | 848  | 822   | 838    | 2.508 |